# Tysiąclecie
Tysiąclecie, milenium, millennium (łac. mille annum – tysiąc lat) – pozaukładowa jednostka miary czasu obejmująca 1000 lat.
Tysiąclecia kalendarzowe (w kalendarzu gregoriańskim i większości innych) liczone są od roku kończącego się cyframi „001” do najbliższego roku kończącego się trzema zerami, a więc II tysiąclecie trwało od roku 1001 do 2000, a wraz z rokiem 2001 rozpoczęło się III tysiąclecie.
Natomiast w przypadku stosowania kalendarza zawierającego rok zerowy (np. opartego na standardzie ISO 8601) uzasadnione jest liczenie tysiącleci od roku kończącego się trzema zerami do najbliższego roku kończącego się trzema dziewiątkami.